# 因河畔奥伯恩贝格
因河畔奥伯恩贝格是奥地利上奥地利州因克赖斯地区里德县的一个市镇。总面积2平方公里，总人口1604人，人口密度802.0人/平方公里（2005年）。